# Évangéliaire de Lwow

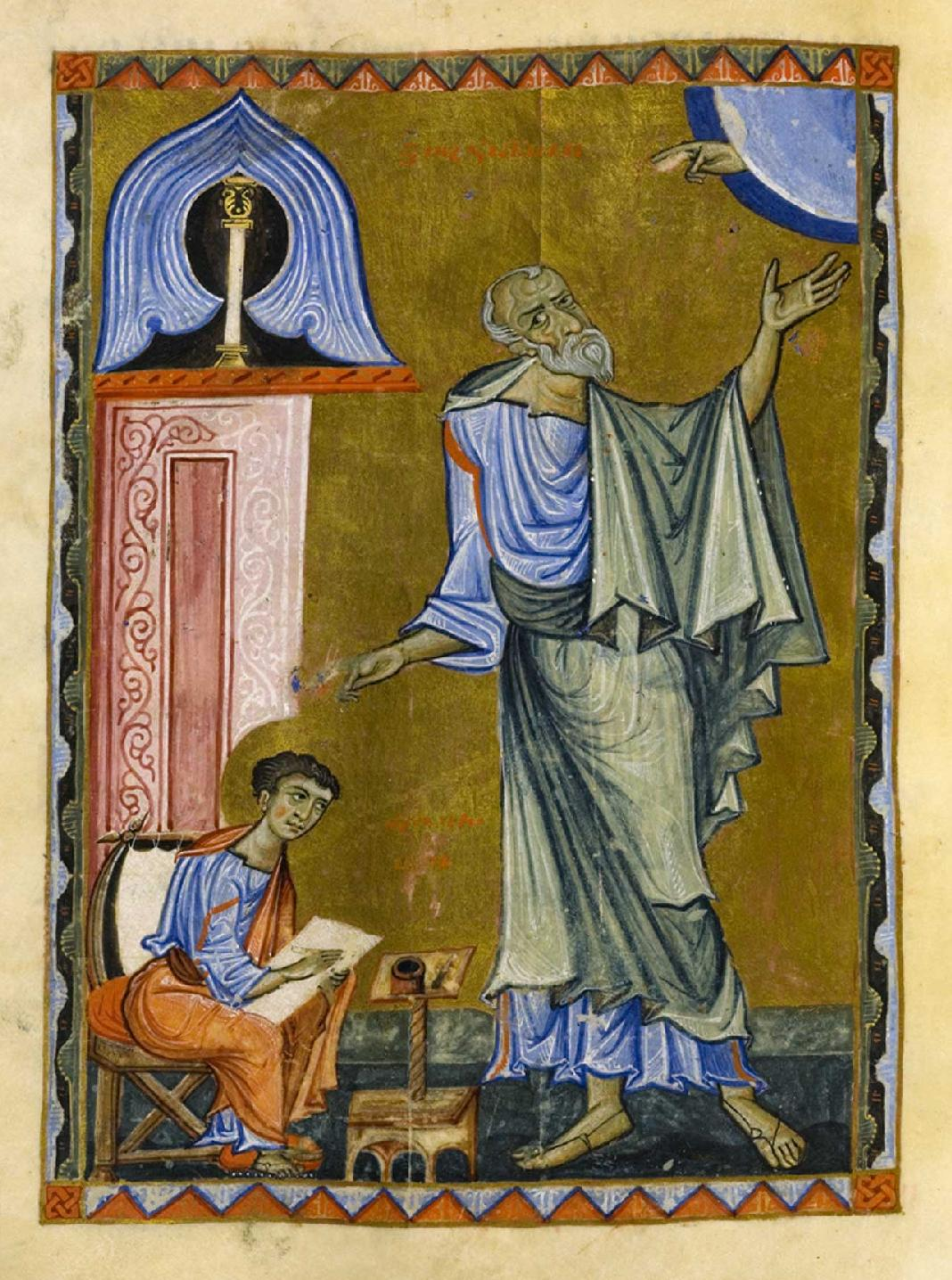
Miniature de l'évangéliaire de Lviv

L'évangéliaire de Lwow aussi appelé évangéliaire de Lviv ou évangile de Lemberg est un manuscrit enluminé du XIIe siècle composé dans le royaume arménien de Cilicie au monastère de Skevra. C'est, avec l'évangéliaire de Venise (datant de 1193), un exemple exceptionnel de manuscrit biblique arménien.

## Historique

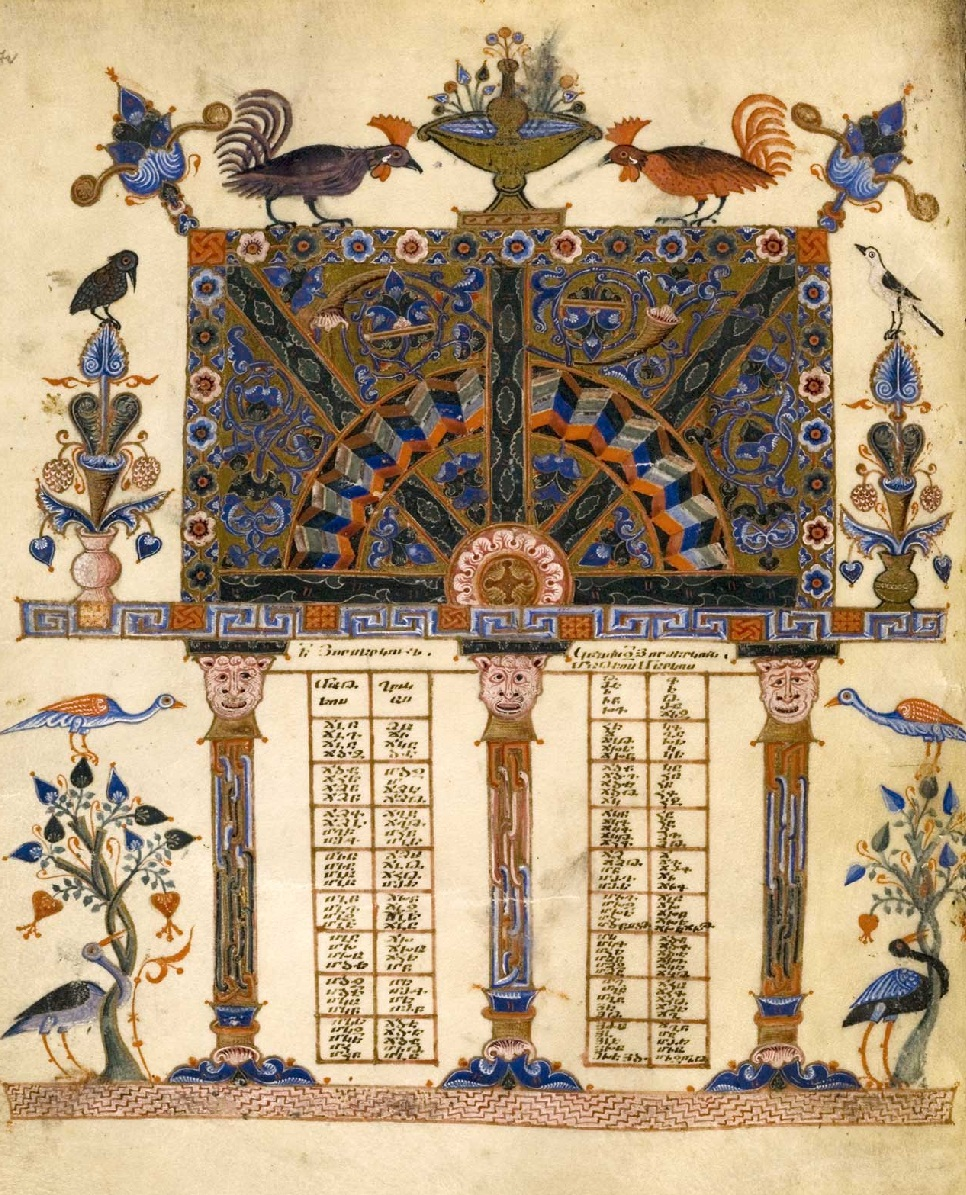
Page du manuscrit : table de concordance des canons. Les oiseaux symbolisent l'âme assoiffée de Dieu avec la fontaine

Ce manuscrit rédigé en arménien de 446 folios mesurant 29 cm sur 22 cm a été composé par un moine du nom de Grégoire (Grigor Skevratsi) au monastère de Skevra, près de Lampron, en Cilicie arménienne à la fin du XIIe siècle à la commande du hiéromoine Stepanos Adam. Ses miniatures sont typiques du style des enluminures de Cilicie arménienne de cette époque. Il est daté de l'an 647 du calendrier du royaume arménien, ce qui correspond à la période du 31 janvier 1198 au 30 janvier 1199, et signé par le copiste et enlumineur Grégoire.
Il a été décrit et étudié par le père mékhitariste Nersès Akinian en 1930. Le manuscrit est à l'époque en possession de la paroisse catholique-arménienne de Lviv en Ukraine, d'où le nom moderne sous lequel cet évangéliaire est connu.  Il avait été en effet acquis à l'époque de l'archevêque uniate de Lviv, Nicolas Torosowicz, autour de 1630. Lorsque l'Ukraine occidentale (ancienne Galicie) est intégrée à l'Ukraine soviétique et que la communauté catholique arménienne est dispersée en Pologne, on perd sa trace, dans la période troublée de l'après-guerre, car il est caché à l'abbaye de Tyniec en 1946, puis dans les années 1950 aux archives archidiocésaines de Gniezno.
Il est redécouvert en 1993 à Gniezno par le professeur Ilski qui fait part de cette découverte au professeur Günter Prinzing. Après cette découverte, un groupe plus important d'experts de différents pays se réunit et prend part à sa restauration et à son étude, autour du professeur Prinzing et du professeur Schmidt, au musée Gutenberg de Mayence. Des conférences et une exposition sont organisées.
L'évangéliaire est donné par l'archevêque de Gniezno à la Bibliothèque nationale de Varsovie en 2006.

## Source
- (ru) Cet article est partiellement ou en totalité issu de l’article de Wikipédia en russe intitulé « Львовское Евангелие » (voir la liste des auteurs).